# Christkönig-Kirche (Oranienbaum)

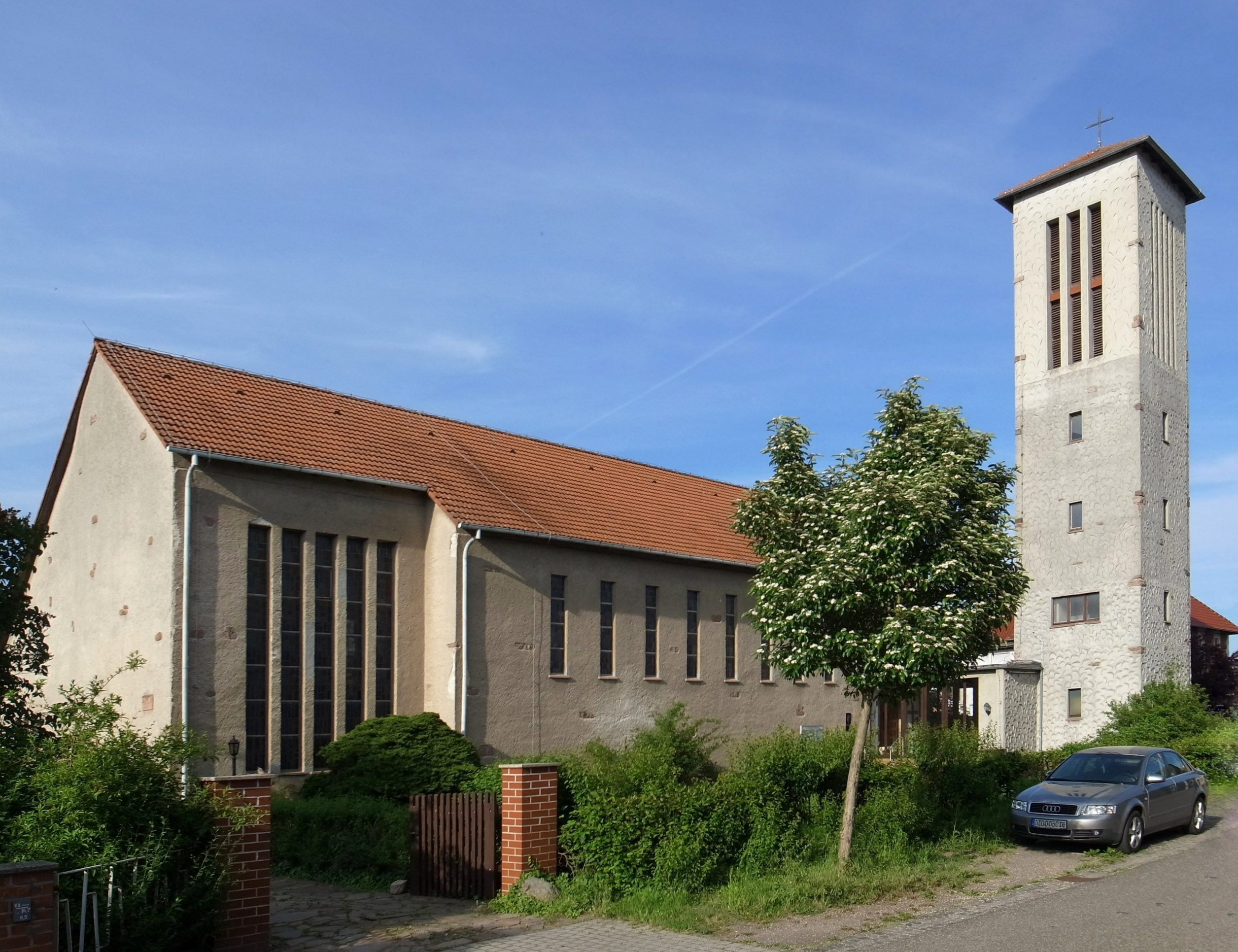
Kirche von Südwesten

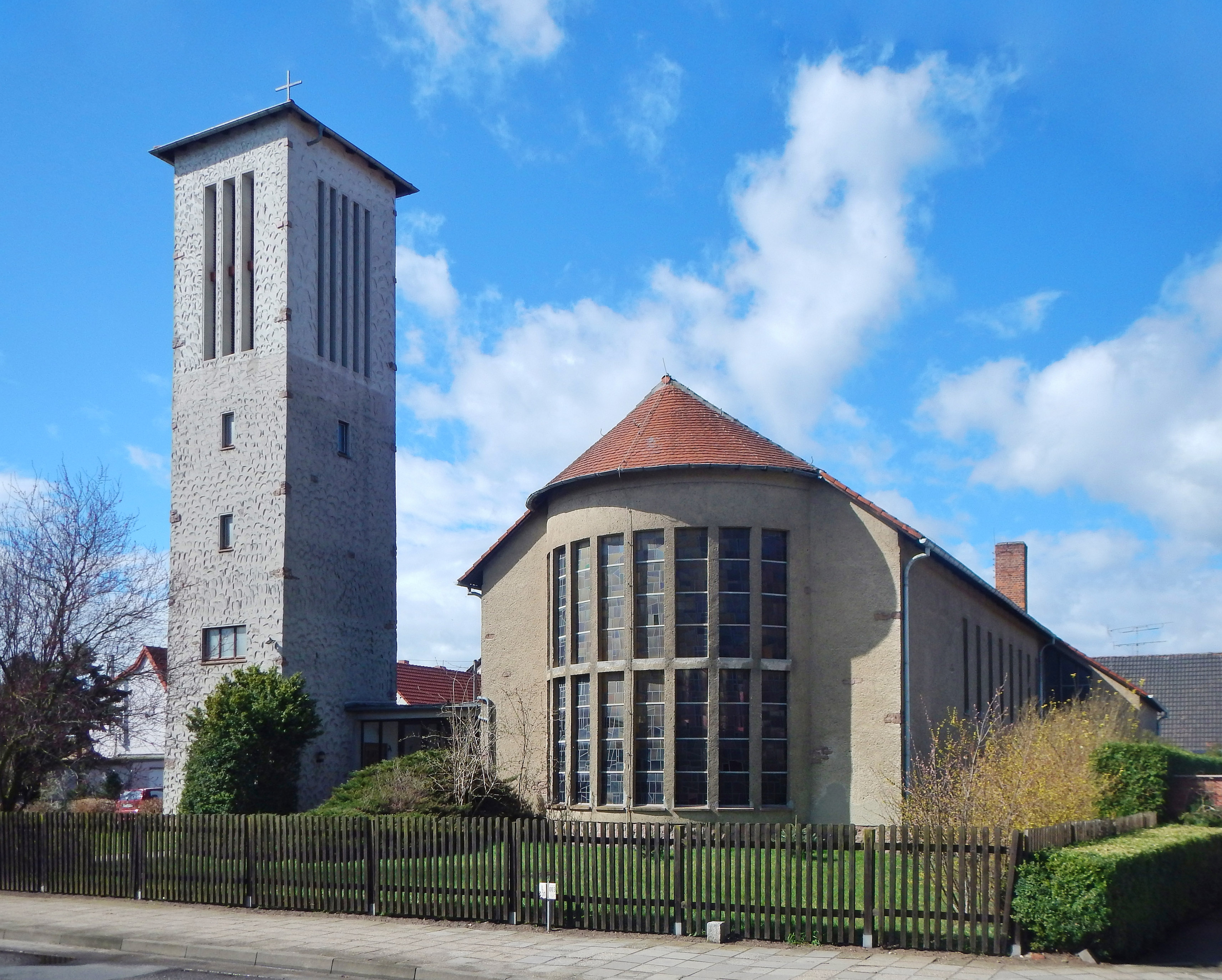
Kirche von Nordosten

Die Christkönig-Kirche ist die römisch-katholische Kirche in Oranienbaum, einem Ortsteil der Stadt Oranienbaum-Wörlitz im Landkreis Wittenberg in Sachsen-Anhalt. Die Kirche trägt das Patrozinium Christus König und gehört zur Pfarrei St. Peter und Paul mit Sitz in Dessau im Bistum Magdeburg. Das Kirchengebäude steht als Baudenkmal unter der Erfassungsnummer 107 80004 unter Denkmalschutz.

## Geschichte
Die ersten Katholiken ließen sich um 1900 im protestantisch geprägten Oranienbaum nieder, sie kamen aus Böhmen und waren in Oranienbaum in der Glashütte am Krähenberg tätig. Sie wurden zunächst vom Seelsorger aus Dessau betreut. Katholische Gottesdienste fanden in Oranienbaum im Kurhaus, das heute als Rathaus genutzt wird, statt. Vom 20. September 1920 bis zur Konsekration der Christkönig-Kirche wurden die katholischen Gottesdienste im Musikzimmer des Schlosses Oranienbaum gefeiert, das sich im Südflügel des Schlosses befand und dafür von Prinz Aribert von Anhalt zur Verfügung gestellt wurde.
Da durch die Flucht und Vertreibung Deutscher aus Mittel- und Osteuropa die Zahl der Katholiken in Oranienbaum und den umliegenden Ortschaften nach dem Zweiten Weltkrieg stark angewachsen war, erhielt Oranienbaum bereits am 17. August 1945 mit Pfarrer Johannes Schmidt den ersten eigenen Priester, der zum außerplanmäßigen Vikar von Dessau ernannt worden war. Damit war in Oranienbaum eine katholische Gemeinde gegründet worden. Die Gottesdienste fanden nun außer in der Kapelle des Schlosses auch in der evangelischen Stadtkirche statt. Vikar Schmidt verstarb jedoch bereits am 20. Juli 1947.
Am 1. November 1947 wurde die katholische Gemeinde Oranienbaum zur Kuratie erhoben, zu der Ende 1947 rund 1900 Katholiken gehörten. Der Geistliche Rat Fritsch war ihr erster Kuratus, er nahm Wohnung im Schloss. Ab 1948 wurden in Oranienbaum katholische Kirchenbücher geführt.
1950 wurde Franz Potthast Kuratus von Oranienbaum, in seiner bis 1978 dauernden Amtszeit in Oranienbaum erfolgte der Bau der Christkönig-Kirche: Im Oktober 1953 begannen die Verhandlungen um den Erwerb eines Bauplatzes, im Februar 1954 erwarb das Erzbischöfliche Kommissariat Magdeburg das Baugrundstück. 1955 wurde der Bau der Kirche in Angriff genommen, der durch mehrere staatlich angeordnete Baustopps unterbrochen wurde. Am 18. Juli 1957 erfolgte die Grundsteinlegung für die Christkönig-Kirche. Am 29. November 1959, kurz vor der Fertigstellung der Kirche, starb der Architekt der Kirche, Georg Steinbach, an einem Herzinfarkt. Die Kirchweihe vollzog am 15. Mai 1960 Friedrich Maria Rintelen, der in Magdeburg residierende Weihbischof des Erzbistums Paderborn, zu dem Oranienbaum damals gehörte.
Am 1. Juni 1966 wurde die Kirchengemeinde Oranienbaum zur Filialkirchengemeinde (Pfarrvikarie) mit eigenem Kirchenvorstand erhoben. Der Kirchturm wurde 1967 fertiggestellt, Weihnachten 1967 läuteten die Glocken erstmals.
Bereits 1962 war bei den staatlichen Behörden die Genehmigung für den Bau des Pfarrhauses beantragt worden, die im Februar 1968 erteilt wurde. Für das Bauvorhaben wurde am 28. Mai 1968 ein 700 m2 großes Nachbargrundstück (Feldgasse 4) hinzugekauft. 1971 wurde das neuerbaute Pfarrhaus fertiggestellt, am 26. Juni 1971 konnte Pfarrvikar Franz Potthast dort einziehen.
1978 gehörten zur Pfarrvikarie Oranienbaum rund 1000 Mitglieder, zur Errichtung einer Pfarrei kam es in Oranienbaum nicht. Am 8. Juli 1994 wurde das Bistum Magdeburg gegründet, und die Zugehörigkeit der Pfarrvikarie Oranienbaum wechselte vom Erzbistum Paderborn zum Bistum Magdeburg. Zum 1. Oktober 2006 wurde der Gemeindeverbund Dessau Propstei – Dessau Dreieinigkeit – Dessau-Alten – Aken – Oranienbaum errichtet. Damals gehörten zur Pfarrvikarie Oranienbaum nur noch rund 350 Katholiken. Aus dem Gemeindeverbund Dessau Propstei – Dessau Dreieinigkeit – Dessau-Alten – Aken – Oranienbaum entstand am 28. November 2010, dem 1. Sonntag im Advent, die heutige Pfarrei St. Peter und Paul mit Sitz in Dessau. Die Pfarrvikarie Oranienbaum wurde in diesem Zusammenhang aufgelöst. Bis zur Auflösung der Dekanatsstrukturen im Bistum Magdeburg am 1. September 2023 gehörte die Christkönig-Kirche zum Dekanat Dessau.

## Lage, Architektur und Ausstattung
Die geostete Kirche steht auf dem Grundstück Försterstraße 1, das benachbarte Pfarrhaus hat die Adresse Feldgasse 4. Das Gotteshaus entstand nach Entwürfen des Architekten Georg Steinbach (1921–1959) aus Holzdorf.
Im freistehenden Kirchturm, der auf einem quadratischen Grundriss steht und von einem kreuzbekrönten Zeltdach abgeschlossen wird, hängen vier Glocken. Das Kirchenschiff ist mit einem Satteldach eingedeckt, der Putzbau steht auf einem Sockel aus Bruchsteinen. Die Apsis ist großzügig verglast, die Sakristei ist an die Nordwestecke der Kirche angebaut.

## Einzugsgebiet
Das Einzugsgebiet der Kirche umfasst die Stadt Oranienbaum-Wörlitz sowie die Ortschaften Naderkau und Schleesen.